# Howard Clark

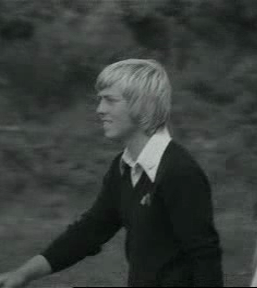
Howard Clark in 1976

Howard Clark (Leeds, 26 augustus 1954) is een voormalige golfprofessional uit Engeland. Hij speelde op de Europese PGA Tour en behaalde zijn beste resultaten in de jaren 80. Later werd hij golf commentator bij Sky Sports.

## Amateur
Clarks vader was een scratchgolfer, dus Howard kwam al vroeg met de sport in aanraking. In 
1971 wint hij het British Boys kampioenschap. Als amateur deed Clark mee aan de Walker Cup in 1973.

## Professional
Na het spelen in de Walker Cup werd Clark professional, vanaf 1974 was hij lid van de Europese Tour. Zijn eerste professional overwinning was het TPD Kampioenschap onder 25 jaar in 1976, twee jaar later won hij het Portugees Open op de Europese Tour.  
Op de Europese PGA Tour heeft Clark elf overwinningen behaald:
- 1978: Portugees Open, Madrid Open
- 1984: Cepsa Madrid Open, Whyte & Mackay PGA Kampioenschap
- 1985: Jersey Open, Glasgow Open
- 1986: Cepsa Madrid Open, Peugeot Spanish Open
- 1987: Marokkaans Open, PLM Open
- 1988: Engels Open

Zowel in 1984 als in 1986 haalt hij de 3de plaats op de Europese Order of Merit.
Verder heeft hij gewonnen:
- 1976: het TPD Championship (tot 25 jaar)
- 1985: individuele titel tijdens de World Cup.

## Teams
- Ryder Cup: 1977, 1981, 1985 (winnaars), 1987 (winnaars), 1989, 1995 (winnaars)
- Alfred Dunhill Cup: 1985, 1986, 1987 (winnaars), 1989, 1990, 1994, 1995
- World Cup; 1978, 1984, 1985 (individueel winnaar), 1987
- Hennessy Cognac Cup: 1978, 1984 (winnaars)
- Four Tours World Championship: 1978, 1984 (winnaars), 1985, 1986

In 1999 stopte Clark met golf. Hij werd televisiecommentator voor Sky Sports.